# Adrian Put
Adrian Put (ur. 4 listopada 1978 w Szczecinie) – polski duchowny rzymskokatolicki, doktor nauk teologicznych, biskup pomocniczy diecezji zielonogórsko-gorzowskiej od 2022.

## Życiorys
Urodził się 4 listopada 1978 w Szczecinie jako najstarszy z czworga dzieci Ryszarda i Marii Putów. W 1990 wraz z rodziną przeniósł się do Gorzowa Wielkopolskiego. Ukończył Liceum Ogólnokształcące w Deszcznie. Angażował się w Ruch Światło-Życie. W latach 1998–2004 odbył studia filozoficzno-teologiczne w Wyższym Seminarium Duchownym Diecezji Zielonogórsko-Gorzowskiej w Gościkowie-Paradyżu, uzyskując magisterium z teologii. Na prezbitera został wyświęcony 22 maja 2004 w katedrze gorzowskiej przez biskupa diecezjalnego zielonogórsko-gorzowskiego Adama Dyczkowskiego. Inkardynowany został do diecezji zielonogórsko-gorzowskiej. Studia kontynuował na Wydziale Teologicznym Uniwersytetu Szczecińskiego, gdzie w 2009 uzyskał licencjat, a w 2015 na podstawie dysertacji Posoborowe ruchy odnowy Kościoła w diecezji (zielonogórsko)-gorzowskiej w latach 1972–1998 doktorat z nauk teologicznych w specjalności historia Kościoła.
W latach 2004–2009 pracował jako wikariusz w parafii Nawiedzenia Najświętszej Maryi Panny w Lubsku, a w latach 2009–2011 w parafii Pierwszych Męczenników Polski w Gorzowie Wielkopolskim. W latach 2015–2021 był proboszczem parafii św. Stanisława Kostki w Zielonej Górze, zaś w 2021 został ustanowiony proboszczem parafii konkatedralnej św. Jadwigi Śląskiej w Zielonej Górze. W 2011 objął funkcję pomocniczego duszpasterza młodzieży ds. Ruchu Światło-Życie, w 2013 wszedł w skład diecezjalnej rady ds. ruchów i stowarzyszeń katolickich, w 2016 został moderatorem diecezjalnego Ruchu Światło-Życie, w 2017 dołączył do diecezjalnej rady duszpasterskiej, a w 2019 objął kierownictwo nad diecezjalnym ośrodkiem katechumenalnym. Ponadto w 2011 został redaktorem odpowiedzialnym „Aspektów” (zielonogórsko-gorzowskiej edycji tygodnika katolickiego „Niedziela”), w 2015 sekretarzem pomocniczym I Synodu Diecezji Zielonogórsko-Gorzowskiej, a w 2022 członkiem diecezjalnej komisji liturgicznej. W 2018 został wyróżniony tytułem kanonika rokiety i mantoletu, a w 2021 mianowany kanonikiem honorowym Zielonogórskiej Kapituły Kolegiackiej św. Jadwigi.
28 czerwca 2022 papież Franciszek mianował go biskupem pomocniczym diecezji zielonogórsko-gorzowskiej ze stolicą tytularną Furnos Minor. Święcenia biskupie przyjął 13 sierpnia 2022 w konkatedrze św. Jadwigi Śląskiej w Zielonej Górze. Konsekrował go arcybiskup Salvatore Pennacchio, nuncjusz apostolski w Polsce, w asyście Andrzeja Dzięgi, arcybiskupa metropolity szczecińsko-kamieńskiego, i Tadeusza Lityńskiego, biskupa diecezjalnego zielonogórsko-gorzowskiego. Jako zawołanie biskupie przyjął słowa „In unum congregare” (Zgromadzić w jedno).
W ramach Konferencji Episkopatu Polski w 2023 został przewodniczącym Zespołu ds. Dialogu ze Wspólnotą Kościelną Polskokatolicką i delegatem ds. Stowarzyszenia Archiwistów Kościelnych, a w 2025 wszedł w skład Rady ds. Ekumenizmu.